# Kenneth Good

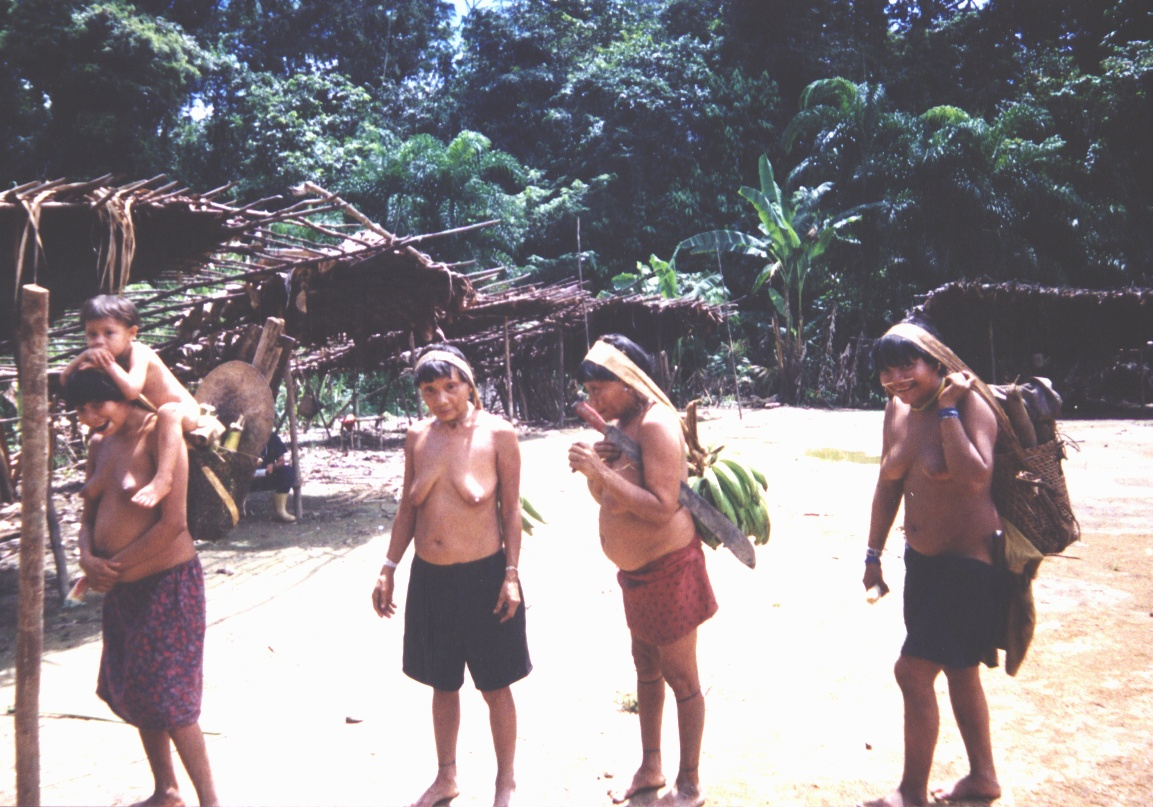
Tribu yanomami en la amazonas de Venezuela

Kenneth Good (nacido el 4 de septiembre de 1942 ) es un antropólogo conocido por su trabajo de investigación con los yanomami y el relato de sus experiencias con ellos. Mientras investigaba y vivía con el grupo en Venezuela, Good se casó con una yanomami de 14 años llamada Yarima a quién posteriormente se llevó a vivir a Estados Unidos. Sus tres hijos crecieron en los Estados Unidos, pero Yarima, al encontrar demasiado difícil adaptarse a la vida en la ciudad regresó a su aldea cuando los niños eran pequeños.
Actualmente se desempeña como profesor asociado en la Universidad de la ciudad de Nueva Jersey. Apareció en la película Secretos de la Tribu, un documental sobre las conductas inapropiadas de un grupo de antropólogos que investigaba la tribu yanomami entre 1960 y 1970 en Venezuela y Brasil.

## Vida personal
Estudió antropología en la Universidad Estatal de Pensilvania. Sus estudios de posgrado se realizaron principalmente con William T. Sanders, un mesoamericanista (maestría), y Marvin Harris (PhD). Algunos otros miembros de su comité de doctorado fueron Charles Wagley, el aclamado sudamericanista y Robert Carneiro, curador del Museo Americano de Historia Natural ya fallecido. Después de varios años en Venezuela, regresó al estado de Pensilvania para unirse al proyecto de campo de Napoleón Chagnon y comenzó su estudio de campo de la tribu Yanomami en 1975.
En 1978, mientras hacía trabajo de campo para el Instituto Max Planck de Munich el jefe del pueblo, le ofreció a Good casarse con su hermana Yarima. Él la aceptó de acuerdo con las costumbres locales. De acuerdo con los deseos de la comunidad, se comprometió con su futura esposa cuando ella tenía unos 9 años. Comenzaron a vivir cerca el uno del otro y consumaron el matrimonio cuando ella tenía unos 14 años, como es típico en la cultura yanomami. Sin embargo, el pueblo yanomami no registra la edad de los individuos más allá de los dos años, lo que hace que sea difícil determinar su edad exacta; El propio Good estimó más tarde que estas edades estaban más cerca de 12-13 y 15-16, respectivamente. Los dos vivían en la casa comunal tribal, y Good viajó de ida y vuelta a Caracas durante un año. Más tarde, Yarima siguió a Good a los Estados Unidos, donde vivió durante varios años en Gainesville mientras él completaba su doctorado. antes de decidir regresar a su tribu. Los dos tienen dos hijos y una hija, todos los cuales crecieron en los Estados Unidos. Su hija Vanessa nació en el pueblo de su madre.
En 2011, uno de sus hijos, David, regresó a la jungla para visitar a su madre y luego creó una organización sin fines de lucro llamada The Good Project, dedicada a ayudar a apoyar el futuro del pueblo yanomami.